# Camille Pin
Camille Pin (født 25. august 1981 i Nice, Frankrig) er en kvindelig tidligere professionel tennisspiller fra Frankrig.
Camille Pin højeste rangering på WTA single rangliste var som nummer 61, hvilket hun opnåede 8. januar 2007. I double er den bedste placering nummer 81, hvilket blev opnået 27. juli 2009. 